# Vala (Fürstenstaat)
Vala (Gujarati વલ્લભીપુર; Hindi वाला), früher Vallabhipur oder Vallabhi, war ein kleiner, nicht salutfähiger und aus zwei Teilen bestehender indischer Fürstenstaat auf der Halbinsel Kathiawar/Saurashtra im heutigen Gujarat, die zur Kolonialzeit zur Kathiawar Agency von Britisch-Indien gehörte. Er befand sich etwa zwischen 21° 51' und 22° Nord sowie zwischen 71° 50' und 72° 3' Ost, mit einer Fläche von ungefähr 280 km², von der etwa die Hälfte landwirtschaftlich genutzt wurde.

## Geschichte
Nach dem Tod des Großmoguls Aurangzeb (1707) fielen Vala und Loliana an Bhausinghji, den Gründer von Bhavnagar. Er belehnte Visaji, der vermutlich ein Zwillingsbruder von Akherajji, dem zweiten Herrscher Bhavnagars, war, mit Vala und zwei weiteren Dörfern; um 1740 wurde dieses Gebiet selbständig.
Die Kolonialherren klassifizierten das Ländchen im Bezirk Gohelwar Prant als Staat 3. Klasse (bis 1925). Man leistete Tribute an den Gaekwad, also der Maharaja von Baroda und Junagadh (= Junagarh). Nach den verheerenden Hungersnöten vor der Jahrhundertwende ergab die Volkszählung des Jahres 1901 13.285 Einwohner, die 225.000 Rupien (Rs.) Steuern zahlten. Der gleichnamige Hauptort hatte 4712 Einwohner. Zwischen 1891 (17.019 Einw.) und 1902 verhungerten nach offiziellen Angaben 23 Prozent der Bevölkerung. Bis 1921 fiel die Bevölkerung in den 40 Dörfern weiter auf 11.386, denen dann eine Steuerlast von 341.773 Rs. aufgebürdet wurde. Das Land gehörte zu den 12 kleineren Staaten, die Mitglieder der Chamber of Princes wurden. Unter den Plänen von 1943 sollte Vala mit Bhavnagar zwangsvereinigt werden.
Am 15. Februar 1948 hörte der Fürstenstaat auf zu existieren und wurde Teil des Bundesstaats Saurashtra (heute Teil von Gujarat).

## Münzen und Briefmarken
Der Fürstenstaat Vala verfügte – anders als viele andere Fürstenstaaten – weder über eigene Münzen noch Briefmarken; eigene Steuermarken existierten jedoch.

## Herrscher
Die rajputischen Herrscher aus dem Gohil-Klan, die den älteren Vala-Klan verdrängt hatten, trugen den Titel Thakur Sahib, (Jahreszahlen geben die Regierungszeiten):
- Visaji, reg. 1740–74
- Nathubhai Visaji, reg. 1774–98
- Meghabhai Nathubhai, reg. 1798–1814, † 1841
- Harbhamji Megabhai, reg. 1814–38
- Dulatsimhji Harbhamji, reg. 1838–40, jüngerer Bruder von Harbhamji Megabhai
- Patabhai Megabhai, reg. 1840–53, jüngerer Bruder von Harbhamji Megabhai
- Prithirajji Patabhai, reg. 1853–60
- Meghrajji Prithirajji, reg. 1860–1875
- Vakhatsimhji Meghrajji, reg. 1875–1943
- Gambhirsimhji Vakhatsimhji, reg. 1943–15. Aug. 1947

Nach der Unabhängigkeit wurde dem abgedankten Fürsten eine Apanage von 520.000 Rs. zugestanden. Pravinsinhji Gambhirsimhji, der älteste Sohn des letzten Fürsten war für zwei Legislaturperioden Abgeordnete des Wahlkreises Botad.